# Rio Araguaia
Rio Araguaia är en flod i Brasilien. Den flyter genom de brasilianska delstaterna Mato Grosso, Goiás, Tocantins och Pará och är en av de viktigaste floderna i Araguaia-Tocantins flodbäckenet, i den centrala delen av landet, 1 200 km norr om huvudstaden Brasília.
Omgivningarna runt Rio Araguaia är huvudsakligen savann och är mycket glesbefolkat, med 7 invånare per kvadratkilometer.